# Paea Wolfgramm
Paea Wolfgramm (n. 1 decembrie 1969, Vavaʻu⁠(d), Tonga) este un boxer ce a reprezentat Tonga, medaliat olimpic. A participat la o ediție a Jocurilor Olimpice (1996) în care a câștigat o medalie de argint.

## Participări
Lista de mai jos prezintă principalele competiții la care a participat Paea Wolfgramm de-a lungul carierei.
- boxing at the 1996 Summer Olympics – super heavyweight[*]